# Dennen-geelschildboktor
De dennen-geelschildboktor (Monochamus galloprovincialis) is een keversoort uit de familie van de boktorren (Cerambycidae). De wetenschappelijke naam van de soort werd voor het eerst geldig gepubliceerd in 1795 door Olivier.